# Piede di Dio
Piede di Dio è un film del 2009 diretto da Luigi Sardiello.
La pellicola, con protagonista Emilio Solfrizzi, è uscita nelle sale il 28 agosto 2009.

## Trama
Estate del 2006: Michele è una ex speranza del calcio che, a causa di un infortunio, ha dovuto chiudere anzitempo la sua carriera; adesso fa l'osservatore di giovani talenti ed un giorno, sulla spiaggia di un paese salentino, nota Elia, diciottenne con un piede fatato e specializzato per i calci di rigore. Elia è però un ragazzo molto più immaturo rispetto alla propria età, anche a causa di sofferenze domestiche - vive con la madre, perché il padre lo ha abbandonato quando era piccolo -, ma Michele tenterà lo stesso di farlo sfondare nel mondo del calcio.
Mentre infuria lo scandalo di Calciopoli, Michele conduce il ragazzo nella sua casa di Roma, dove vive con la fidanzata. Elia affronta con disagio l'allontanamento dal Salento; i suoi tentativi di contattare il padre, che abita nella capitale con una nuova famiglia, si risolvono inoltre in sporadici e brevi incontri, dato che l'uomo non vuole occuparsi di lui.
Nonostante molte difficoltà, causate da un mondo corrotto e governato dalla legge del profitto, Michele riesce a ottenere per Elia un provino con una grande squadra di serie A. Per l'osservatore, gravato da pesanti debiti, è l'ultima possibilità. Durante il provino Elia, che non ha mai sbagliato un rigore, decide di fallirlo apposta, impaurito dalla prospettiva di entrare in un mondo che lo spaventa. Michele è costretto a vendere i suoi beni e viene lasciato dalla fidanzata. Elia però è ormai come un figlio per lui; decide così di raggiungerlo in Salento, dove, giocando a pallone in spiaggia, entrambi riscoprono la bellezza del calcio.

## Produzione
La pellicola è stata girata tra Roma, Lecce e il Basso Salento.